# Șcedrohir, Ratne
Șcedrohir (în ucraineană Щедрогір) este localitatea de reședință a comunei Șcedrohir din raionul Ratne, regiunea Volînia, Ucraina.

## Demografie
Componența lingvistică a localității Șcedrohir
     Ucraineană (100%)
Conform recensământului din 2001, toată populația localității Șcedrohir era vorbitoare de ucraineană (100%).